# Hansi Süssenbach
Hansi Süssenbach (* 1. August 1965) ist ein deutscher Schlagersänger. Er lebt heute mit seiner Frau und seinen zwei Kindern in Buchen im Odenwald.

## Leben und Wirken
Nach dem Besuch einer Wirtschaftsschule und dem Zivildienst arbeitete Süssenbach in der Altenpflege, bei einer Firma für Fototechnik und später als Bodenleger. Aufgrund seiner Mitgliedschaft in einer A-cappella-Gruppe eines Karnevalsvereines schrieb er eigene Texte und Melodien und nahm seine erste Single Ich bin doch nicht blöd auf. Seinen ersten öffentlichen Auftritt hatte er 1997 in einer Kölner Großdiskothek.
Im Jahr 2022 gründete Hansi Süssenbach, gemeinsam mit dem ehemaligen Sänger der Schlagerpiloten Frank Cordes, das Duo Die Freunde. Ihre Debütsingle heißt Ich hab mich neu in Dich verliebt.
Süssenbach hatte TV-Auftritte zum Beispiel bei BINGO! und dem NDR-Wunschkonzert.

## Diskografie
- Ich bin doch nicht blöd (Maxisingle-CD, 1997)
- Leben mit Dir (Maxisingle-CD, 1999)
- Warum denn nicht (Maxisingle-CD, 2000)
- Für ’n Appel und ’n Ei (Maxisingle-CD, 2000)
- Du hast mich voll erwischt (Maxisingle-CD, 2001)
- Nur ein kleines bisschen Liebe (Maxisingle-CD, 2002)
- Baby, Du bist nicht alleine (Maxisingle-CD, 2003)
- Nur wegen Dir (Maxisingle-CD, 2003)
- Doch wenn Du gehst (Maxisingle-CD, 2004)
- Für euch (CD, 2005)
- Herzblicke (CD, 2008)
- Alles was geht (CD, 2015)